# Archidiocèse d'Atlanta
L'archidiocèse d'Atlanta est un archidiocèse de l'Église catholique en Géorgie aux États-Unis. Son territoire couvre le Nord de l'État, incluant sa capitale, Atlanta. En plus de l'archidiocèse, la province ecclésiastique d'Atlanta comprend les diocèses de Charleston, de Charlotte, de Raleigh et de Savannah.

## Histoire
Le diocèse d'Atlanta a été créé le 2 juillet 1956 par la bulle Amplissimas Ecclesias du pape Pie XII, à la suite de la division du diocèse de Savannah-Atlanta, qui reprenait par la même occasion l'ancien nom de « diocèse de Savannah ».
Le 10 décembre 1956, avec la lettre apostolique Arctis en rébus, le pape Pie XII proclame la Bienheureuse Vierge Marie du Cœur Immaculé comme patronne principal du diocèse, et saint Pie X, patron secondaire.
Le 10 février 1962, il fut élevé au rang d'archidiocèse métropolitain par la bulle Decessorum Nostrorum du pape Jean XXIII.

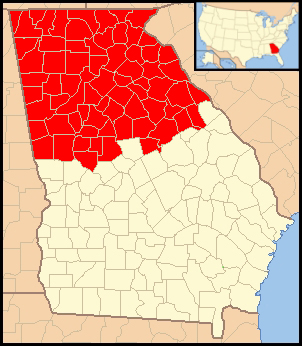
Localisation du diocèse.
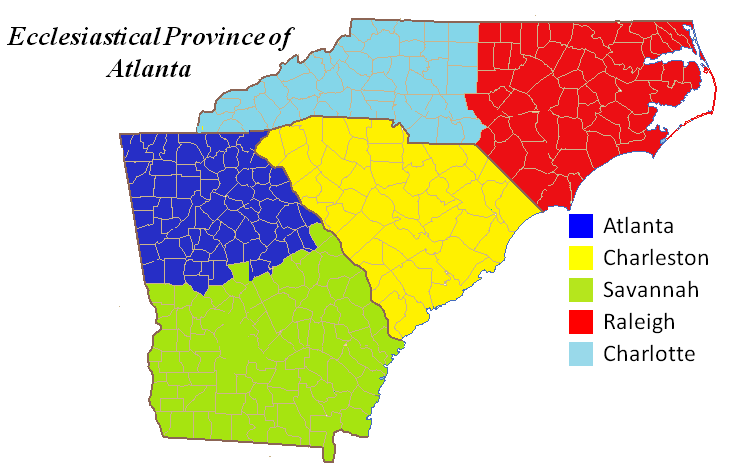
Diocèses suffragants.

## Ordinaires

### Évêque d'Atlanta
- Francis Hyland (en) (Francis Edward Hyland) (17 juillet 1956 - 11 octobre 1961)

### Archevêques d'Atlanta
- Paul John Hallinan (en) (Paul John Hallinan) (19 février 1962 - 27 mars 1968)
- Thomas Donnellan (en) (Thomas Andrew Donnellan) (24 mai 1968 - 15 octobre 1987)
- Eugene Marino (en) (Eugene Antonio Marino) (14 mars 1988 - 10 juillet 1990)
- James Patterson Lyke (en) (James Patterson Lyke) (30 avril 1991 - 27 décembre 1992)
- John Donoghue (en) (John Francis Donoghue) (22 juin 1993 - 9 décembre 2004)
- Wilton Gregory (Wilton Daniel Gregory) (9 décembre 2004 - 4 avril 2019), nommé archevêque de Washington
- Gregory Hartmayer (en) (Gregory John Hartmayer), OFM Conv. (depuis le 5 mars 2020)

## Source
- (en) Cet article est partiellement ou en totalité issu de l’article de Wikipédia en anglais intitulé « Roman Catholic Archdiocese of Atlanta » (voir la liste des auteurs).

### Articles liés
- Liste des juridictions catholiques aux États-Unis
- Église catholique aux États-Unis
- Basilique du Sacré-Cœur-de-Jésus d'Atlanta